# Kiki Collot d'Escury
Cornelie Cathérine Kiki barones Collot d'Escury (Amsterdam, 24 februari 1989) is een Nederlands hockeyster. Zij heeft twaalf veldinterlands gespeeld voor de nationale vrouwenploeg .

## Loopbaan
Collot d'Escury maakte op 17 mei 2008 als verdedigster haar debuut voor Oranje in een wedstrijd tegen Duitsland (2-1) op het toernooi om de Champions Trophy 2008 te Mönchengladbach, Duitsland. In de strijd om brons werd op 25 mei 2008 met 3-0 gewonnen van China. Na dit toernooi werd zij door bondscoach Marc Lammers niet geselecteerd voor de Olympische Spelen van Peking.
Collot d'Escury startte haar hockeycarrière bij Amsterdam. In de B-jeugd zag ze betere speelkansen bij het nabijgelegen Pinoké te Amstelveen, een overstap volgde. Na een tijdelijke uitstap naar het buitenland en 2 seizoenen (2006-2008) Hoofdklasse-deelname voor 'de Steekneuzen', volgde in de zomer van 2008 een terugkeer naar Amsterdam. In 2016 moest zij vanwege een hardnekkig blessure haar loopbaan beëindigen.
Van 2001 tot 2015 doorliep Kiki alle jeugdselecties van de Nederlandse Hockeybond, van Nederlands B, Nederlands A en Jong Oranje, met als grootste succes het winnen van een gouden medaille op de WK en EK als captain van Jong Oranje, tot uiteindelijk het grote Nederlands elftal. Een echte doorbraak in het grote Oranje bleef helaas, mede door blessureleed, uit. In het zaalhockey vond Kiki echter een grote passie. Met als beloning een gouden medaille op de EK van 2014 en de WK van 2015.
Tussen augustus en november 2016 werkte d'Escury als assistent-coach van het Woman's Field Hockey team van University of the Pacific in Stockton, California, Pacific Tigers. Na terugkomst in Nederland werkte ze onder andere als teammanager voor de KNHB. Sinds 2019 is Kiki als assistent trainer/coach actief voor Dames 1 van Pinoké. In de zaal is Kiki echter de hoofdcoach van Dames 1 en met Dames 1 behaalde ze in het seizoen 2022 de halve finales, waar ze verloren van de latere winnaar Den Bosch.
In seizoen 2022-2023 was ze wederom hoofdcoach bij het Zaalhockeyteam van Dames 1, hier werden ze landskampioen door in de halve finale Amsterdam te verslaan (4*-4), en vervolgens in de finale HDM met 2-1 te verschalken. 
Daarnaast was ze in diezelfde winter manager bij het Nederlands Zaalhockeyteam, waar zij met het team zilver won op het EK in Hamburg, en goud op het WK in Pretoria, Zuid-Afrika.

## Privé
Collot d'Escury is een telg uit het geslacht Collot d'Escury en een dochter van jurist mr. M.W.H. baron Collot d'Escury en psychologe dr. A.M.L. Koenigs, kleindochter van kunstverzamelaar Franz Koenigs (1881-1941), bekend van de Koenigscollectie.

## Belangrijkste prestaties
- WK Zaalhockey 2015 te Leipzig
- EK Zaalhockey 2014 te Praag
- Europacup Hockey 2014
- NK Hockey 2013
- NK Zaalhockey 2013
- EK Hockey 2013 te Boom, België
- WK Zaalhockey 2011 te Poznań
- WK U21 2009 te Boston
- Champions Trophy 2008 te Mönchengladbach